# 路易·加布里埃尔·絮歇
路易-加布里埃尔·絮歇，第一代阿尔布费拉公爵（Louis-Gabriel Suchet, 1st Duc d'Albufera，1770年3月2日—1826年1月3日）法国元帅，拿破仑皇帝手下最优秀的将军之一。

## 早期生涯
絮歇是里昂一个丝绸生产商的儿子，原来打算做他父亲的生意，但1792年在里昂自愿加入国民警卫队，成为一名骑兵，在这里他的军事能力快速提升。1793年9月20 日，他升任第四志愿营中校营长，并率领该营参加了土伦包围战。在这里，他第一次与拿破仑相遇，并俘虏了英军将领查尔斯·奥哈拉。
1796年10月11日在意大利战场的克雷亚战役中他严重受伤，1797年10月，他被任命半旅（demi-brigade）司令官，在巴泰勒米·凯瑟林·儒贝尔（Barthélemy Catherine Joubert）将军指挥下攻战奧地利提洛尔（Tirol），1797 - 98年在纪尧姆·布律纳指挥下征服瑞士，晋升准将（général de brigade）军衔。
他没有参加埃及战场，但在8月被任命布律纳将军的参谋长，在意大利恢复军队的效率和纪律。1799年7月他被提拔为général de division，并任儒贝尔将军的参谋长，晋升为少将。1800年3月7日，在新司令安德烈·马塞纳将军属下，指挥三个师的兵力。在奥地利军队优势兵力进攻下，絮歇率领军团的左翼约1.1万人撤向补给枢纽尼斯地区，退守瓦尔河一线。他在瓦尔组织的防御无懈可击，赢得了陆军部长卡尔诺的称赞。当拿破仑亲率的预备军团突入奥地利人后方时，奥军司令官米歇尔·冯·梅拉斯元帅留下1.8万人监视絮歇所部，自率主力去迎击拿破仑。絮歇为了牵制奥军北上，他虽然只有 7000名士兵，却大胆地向奥军发起了反攻。在纳瓦桥一战中，法军大败奥地利人，使埃尔斯尼茨将军损失了5000人。此外，他还对撤退的奥军进行了成功的袭扰，牵制了敌人大量的骑兵。絮歇在尼斯方向的反攻，对于6月14日的马伦哥会战，起了重要的作用。他在意大利战场一直到特雷维索停战，是一个重要角色。

## 拿破仑战争

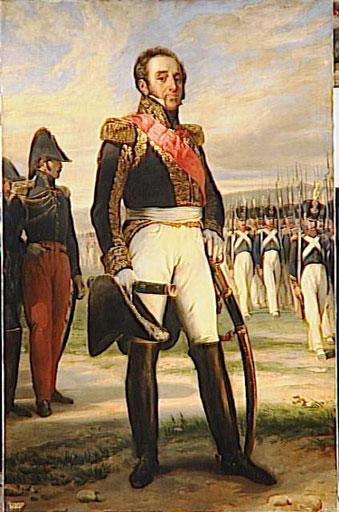
絮歇.

1801年，絮歇被任命为巴杜亚总督兼步兵总监，1803年指挥第四师和其他"大军团"部队一起在布伦扎营训练，准备渡海攻英，1804年絮歇荣获大戈登荣誉勋章。在1805年的战役中，他先是在讓·德迪厄·蘇爾特元帅部下，不久在让·拉纳元帅第五军中任师长，拉纳对絮歇的勇气颇为赞赏。絮歇先后参加乌尔姆（10.20）、霍拉布伦（11.16）、奥斯特利茨（12.2）等战役，表现出色。1806年，他的师在10月10日的萨尔菲尔德之战中任前锋，他以娴熟机动战摧毁普鲁士费迪南亲王所率领的普萨联军。在10月14日的耶拿会战中，他将敌人赶出其在兰德格拉芬堡的阵地，从而为后续部队打通前进的道路，拿破仑对此评价："他打开战场的大门"。在12月26日的普图斯克之战和1807年 2月16日的奥斯忒洛伦卡之战中，他的师荣获"善战师"的美名。作为对他能力的肯定，他接替受伤的拉纳任第五军军长。
1808年3月19日，絮歇获得伯爵爵位，11月16日与奥诺丽娜·德·圣-约瑟夫（Honorine de Saint-Joseph）(1790 –1884)结婚，奥诺丽娜是约瑟夫·波拿巴妻子茱麗·克拉里的侄女，不久被派至西班牙參與半島戰爭，在那里，他成为镇压游击队最得力的将军。
1808-1809年他在加泰罗尼亚省站稳脚跟，并参加著名的萨拉戈萨包围战。1809年4月，接替朱诺将军任第三军军长，并任亞拉岡省总督。在所有的占领者中间，他算得上是一个公正、严格、成功的管理者。鑑於旺代叛亂的經驗，絮歇深知游擊隊無法被完全根除，唯有改善與當地人的關係才能取得進展。絮歇盡力改善部隊的補給與待遇，嚴禁部下劫掠，並為當地百姓、教會提供安全保證，防止百姓遭受行徑如土匪般的游擊隊騷擾。
絮歇的策略奏效，他得以迅速平息西班牙参谋长华金·布莱克（Joaquín Blake y Joyes）的起义，1809年6月15日在玛丽亚打败布莱克，6月18日在贝尔赫特再败之。1810年4月22日在莱里达省击败拉比斯巴尔伯爵亨利·约瑟夫·奥唐纳（Henry Joseph O'Donnell, Count of La Bisbal），1811年他又发起一场战役，先后攻占勒里克和托尔托萨，4月底又率兵4万余人进抵塔拉戈纳下，6月28日攻占塔拉戈纳，组织防御的康特雷拉斯将军也被俘虏。由于这些战功，絮歇在7月8日被授予帝國元帅权仗，时年41岁。
随后絮歇再次进兵瓦伦西亚，於1812年1月9日攻陷瓦伦西亚，並俘虜了近18,000名戰俘與500門火砲，为此他获得了瓦伦西亚的阿尔布费拉公爵（duc d'Albufera da Valencia，1813年封）的头衔(名誉头衔，并不是得到一个实际的封地)。1813年11月，被任命为加泰罗尼亚总督，并接替让-巴普蒂斯·贝西埃尔任帝国近卫军司令。1814年1月15日，他在莫林斯德里获得他在西班牙的最后一次胜利。隨著半島戰爭局勢急轉直下，法軍於維多利亞戰役被威靈頓公爵打敗，此后絮歇被迫放弃加泰罗尼亚，撤回法国境內，任南部军队总司令。

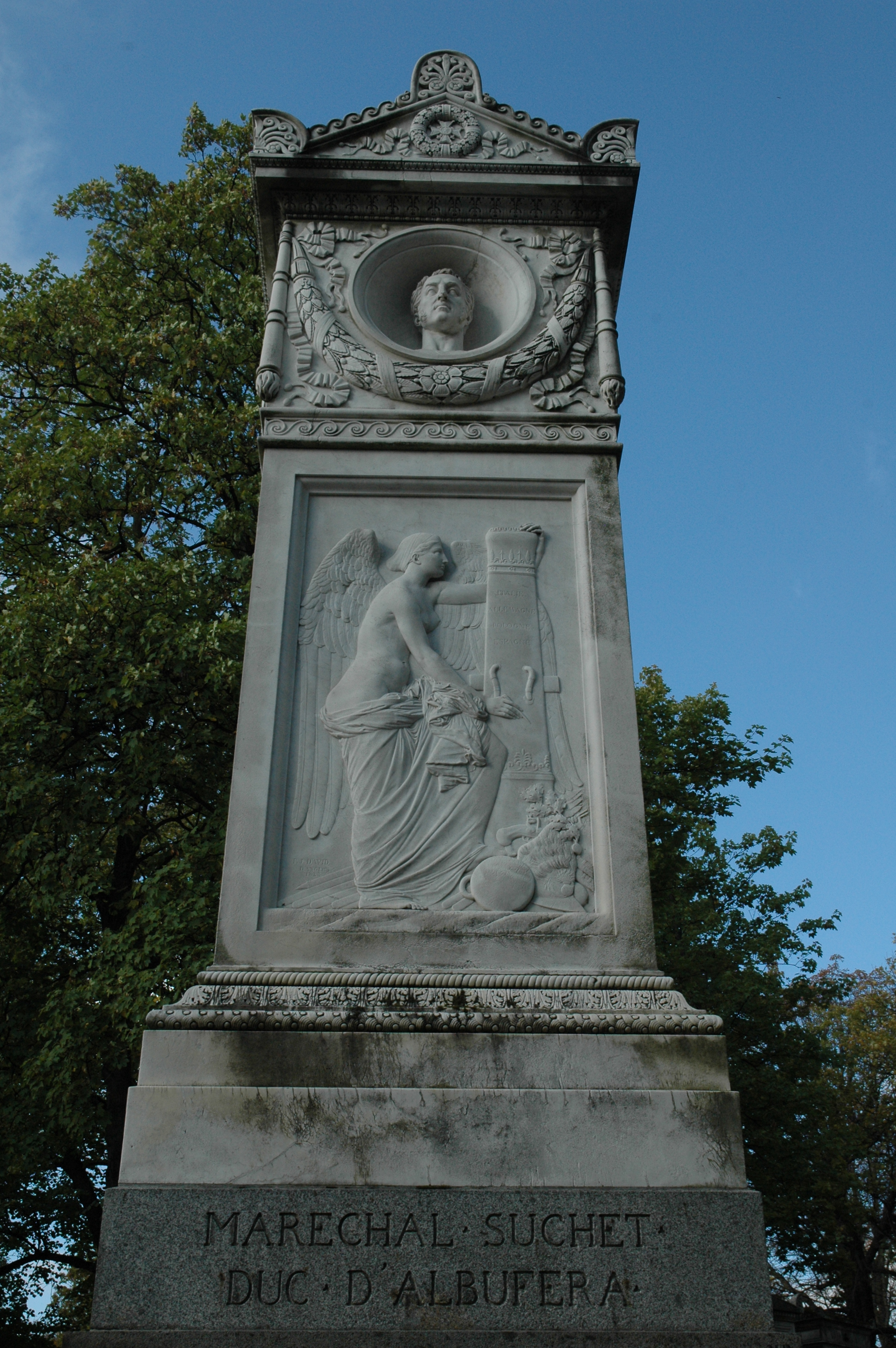
巴黎拉雪兹神父公墓絮歇的坟墓, 2005年

1814年6月4日，拿破仑一世退位后，波旁的路易十八复位，他被封为法国贵族，授予圣路易勋章，任腾思兼第十五军区总督。拿破仑自厄爾巴島返法后，他前往巴黎與拿破崙會面，而這也是兩人八年來首次碰面，拿破崙對他說道:“絮歇元帥，自我們上次碰面以來，你成長許多!”。他受命指挥第七军守衛法國南部戰線，在阿尔卑斯山与联军作战，战绩颇佳。因为拿破仑的失败，被迫于1815年7月同奥地利军队签订休战条约。因为他再次为拿破仑效力，1815年7月24日，路易十八取消他的贵族资格。1819年，他的贵族地位才得以重新恢复。1826年1月3日，他在马赛附近的圣约瑟夫城堡 去世，年56岁，著有《西班牙战争回忆录》。

## 评价
作为唯一在西班牙被晋升为元帅的将军，拿破仑对他评价很高：「如果我有两个像絮歇这样的元帅，我将不仅征服西班牙，而且还可永远占有西班牙！」
拿破崙被流放到聖赫勒拿島後，被英國人詢問自己手下最優秀的將領時，拿破崙回答：「這是個相當難的問題，但是依我來看應該是絮歇吧。」
絮歇作為行政官僚的能力也非常優越。半島戰爭他是極少數受到西班牙人敬愛的法軍將領，由於法軍在佔領西班牙期間為了解決補給困難，時常就地搶劫當地百姓，其中最為臭名昭著是駐紮在安達魯西亞的蘇爾特部隊，他們從教堂、修道院搜刮了價值近150萬法郎的財寶，法軍與當地百姓關係變得相當惡劣，致使游擊隊揭竿而起。然而作為亞拉岡總督的絮歇是以嚴明軍紀著稱，他嚴懲了試圖從百姓身上搶劫或勒索錢財的部下，他亦相當尊重地方行政當局，此舉得以緩和與當地人的關係，因此他的部隊才能牢牢控制亞拉岡省。在他的指揮下，西班牙人甚至可以跟法軍一同行動掃蕩游擊隊。得知他病逝後，薩拉戈薩的居民主動舉行了追悼的彌撒典禮。

## 私人生活
他在1808年与奥诺丽娜·德·圣-约瑟夫（Honorine de Saint-Joseph）(1790 –1884)结婚，有3个孩子：
- 路易丝-奥诺丽娜（Louise-Honorine） (1811 – 1885)
- 路易丝-拿破仑（Louis-Napoleon） (1813 – 1877)
- 安-玛丽（Anne-Marie） (1820 – 1835)